# 塞尔希奥·罗切特
塞尔希奥·罗切特（西班牙語：Sergio Rochet，1993年3月23日—），乌拉圭男子足球运动员，司职守门员。現效力於巴甲球隊國際體育會。烏拉圭國家足球隊成員。他曾代表乌拉圭国家队参加2022年国际足联世界杯，结果队伍止步小组赛阶段。